# Сіцинек
Сіцинек (пол. Sicinek) — село в Польщі, у гміні Ринськ Вомбжезького повіту Куявсько-Поморського воєводства.